# سورما

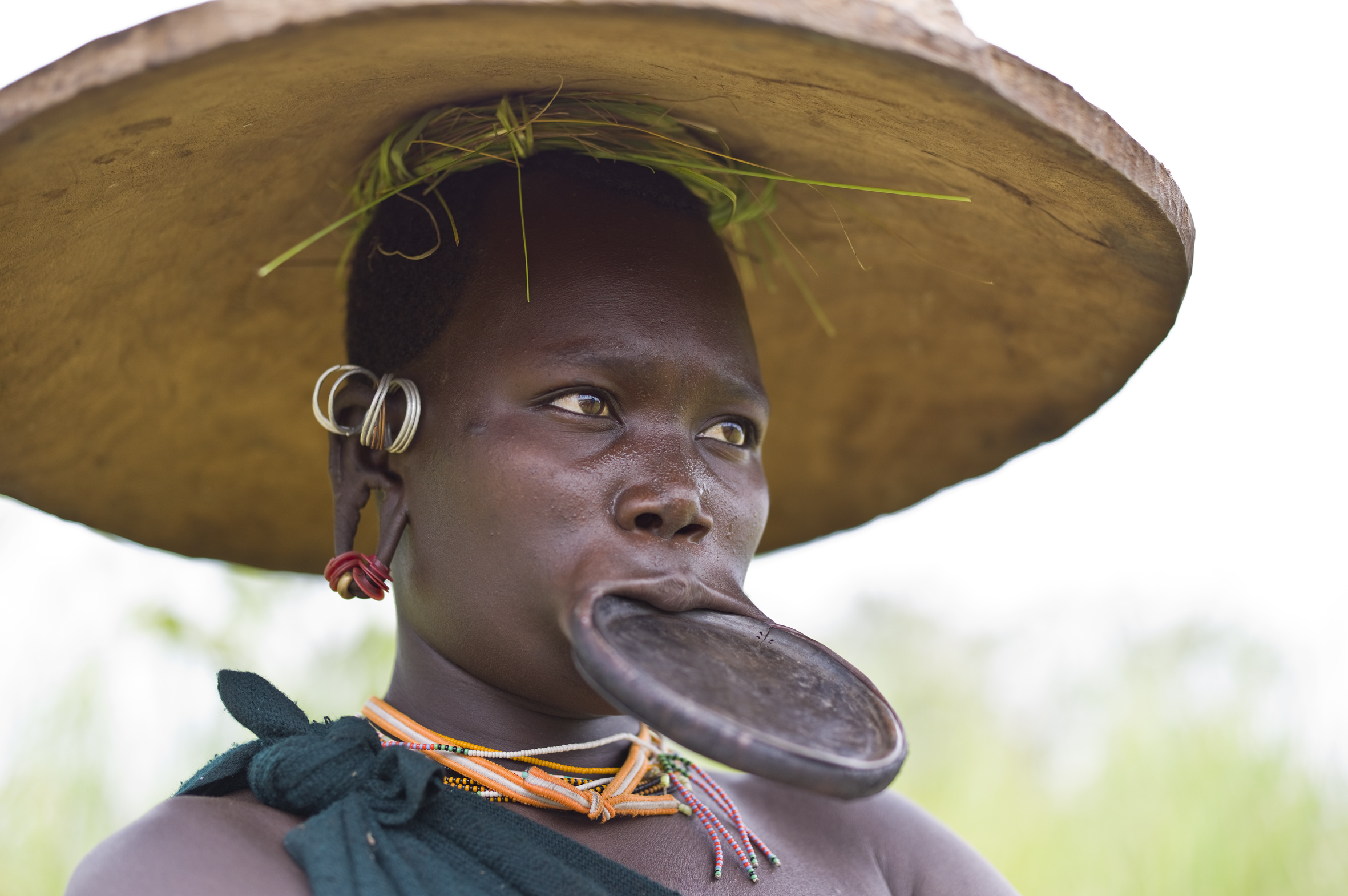
یک زن سورما

سورما قوم یا نژادی است که در سودان جنوبی و جنوب غربی اتیوپی سکونت دارند و شامل زبان‌های نیلوصحرایی قوم سوری، قوم مورسای و قوم مکان است.